# Brigitte García
Melany Brigitte García Farías (Canoa, 27 de janeiro de 1997 – 24 de março de 2024) foi uma política, enfermeira e assistente social equatoriana. Foi prefeita de San Vicente, entre maio de 2023 até seu assassinato em março de 2024; sendo a pessoa mais jovem a ocupar o cargo de prefeito no Equador.

## Biografia
Melany Brigitte nasceu em 27 de janeiro de 1997, na freguesia de Canoa, no cantão equatoriano de San Vicente. Ela era a caçula de quatro irmãos. Desde cedo demonstrou interesse pela política, participando de diversos projetos políticos regionais durante a adolescência.
Aos quinze anos, García trabalhava para uma empresa de serviços de saúde. Após se formar como enfermeira, Brigitte canalizou seu interesse pelo serviço público quando concorreu à prefeitura de San Vicente aos 26 anos em outubro de 2023 como membro do partido de esquerda Movimento Revolução Cidadã. Foi eleita com 4 943 votos (37,48%) em uma campanha de oito candidatos.
Durante seu mandato, García se concentrou em melhorar a qualidade dos sistemas de água potável, instalar esgotos e impulsionar o turismo local através das praias. Ela também indicou que planejava desenvolver a agricultura e a indústria pesqueira na região.

## Assassinato
No final da noite de 23 de março de 2024, García foi morta a tiros ao lado de seu diretor de comunicações, Jairo Loor Meza, em um veículo. Durante a mesma noite, a sua família levantou preocupações quanto ao seu paradeiro. Os corpos foram encontrados no dia 24 de março à 1h.
De acordo com a autópsia, eles foram mortos no dia 23 de março, por volta das 23 horas, e segundo fontes policiais, foram baleados no pescoço e na cabeça no banco traseiro de um carro. Jairo Loor Meza foi baleado primeiro. Descobriu-se que ambos foram baleados várias vezes.
A mídia local indica que anteriormente não havia indícios de ameaças e que a prefeita não tinha qualquer proteção policial. O assassinato seguiu-se a outros atos de violência contra figuras políticas na região e no país.